# Scaptomyza univitta
Scaptomyza univitta är en tvåvingeart som beskrevs av Hardy 1965. Scaptomyza univitta ingår i släktet Scaptomyza och familjen daggflugor. Inga underarter finns listade i Catalogue of Life.